# Best of The Beach Boys Vol. 2
Pour les articles homonymes, voir Best of.
Albums de The Beach Boys
Best of The Beach Boys
(1966) Best of The Beach Boys Vol. 3
(1968)
Best of The Beach Boys Vol. 2 est une compilation des Beach Boys parue en 1967.

## Titres
Toutes les chansons sont de Brian Wilson et Mike Love, sauf mention contraire.
| No  | Titre                                            | Durée |
| --- | ------------------------------------------------ | ----- |
| 1.  | Barbara Ann (Fred Fassert)                       | 2:11  |
| 2.  | When I Grow Up                                   | 2:01  |
| 3.  | Long, Tall Texan (Henry Strezlecki)              | 2:30  |
| 4.  | Please Let Me Wonder                             | 2:45  |
| 5.  | 409 (Brian Wilson, Mike Love, Gary Usher)        | 1:59  |
| 6.  | Let Him Run Wild                                 | 2:20  |
| 7.  | Don't Worry Baby (Brian Wilson, Roger Christian) | 2:47  |
| 8.  | Surfin' Safari                                   | 2:05  |
| 9.  | Little Saint Nick                                | 1:59  |
| 10. | California Girls                                 | 2:38  |
| 11. | Help Me, Rhonda                                  | 2:46  |
| 12. | I Get Around                                     | 2:12  |